# 166-та піхотна дивізія (Третій Рейх)
166-та піхотна дивізія (Третій Рейх) (нім. 166. Infanterie-Division) — піхотна дивізія Вермахту за часів Другої світової війни. Була сформована 9 березня 1945 року шляхом переформування 166-ї резервної дивізії у складі окупаційних військ вермахту в Данії.

## Історія
166-та піхотна дивізія сформована 9 березня 1945 року шляхом переформування 166-ї резервної дивізії, яка у свою чергу формувалась на основі дивізії № 166 у складі окупаційних військ вермахту в Данії. Частини та підрозділи з'єднання виконували завдання щодо оборони узбережжя Данії, штаб-квартира дивізії перебувала в Лемвігу. На початку травня капітулювала союзним військам у районах Лемвіга та Рінгкебінга в Центральній Ютландії.

## Командування

### Командири
- генерал-лейтенант Ебергард фон Фабріце (нім. Eberhard von Fabrice) (9 — 27 березня 1945);
- генерал-майор Гельмут Вальтер (нім. Helmuth Walter) (28 — 31 березня 1945);
- генерал-лейтенант Ебергард фон Фабріце (31 березня — 8 травня 1945).

### Підпорядкованість
| Час      | Корпус | Армія | Група армій (округ)                 | Штаб   |
| -------- | ------ | ----- | ----------------------------------- | ------ |
| 1945     |        |       |                                     |        |
| березень |        |       | Окупаційні війська Вермахту в Данії | Лемвіг |

## Склад
| Квітень 1945                          |
| ------------------------------------- |
| 660-й гренадерський полк              |
| 661-й гренадерський полк              |
| 662-й гренадерський полк              |
| 1066-й артилерійський полк            |
| 1066-й інженерний батальйон           |
| 1066-й полк забезпечення              |
| 166-та дивізійна протитанкова батарея |